# Раково (Опочецкий район)
Ра́ково — деревня в Опочецком районе Псковской области. Входит в состав Болгатовской волости
Расположена в 27 км к северо-востоку от города Опочка и в 2 км к северо-западу от деревни Болгатово.
Численность населения по состоянию на 2000 год составляла 37 человек, на 2011 год — 20 человек.